# Euro disco
L'Euro disco o Eurodisco è una variante europea della disco music americana diffusa tra la metà degli anni settanta e ottanta.

## Descrizione
A dispetto della sua controparte statunitense, l'eurodisco è più elettronica e talvolta futuristica, e concede maggiore spazio al producer a scapito del cantante, che viene relegato in secondo piano. Lo stile trova delle correlazioni con altre varianti di musica disco, dance e pop europee dell'epoca, come l'Europop, l'Eurodance, la space disco della fine degli anni settanta e l'Italo disco dell'inizio degli anni ottanta. Molte tracce euro disco sono cantate in inglese, sebbene i loro artisti siano spesso di madrelingua diversa.

## Storia e artisti
L'Eurodisco ebbe tra i suoi primi rappresentanti le tedesche Silver Convention, il cui singolo Fly, Robin, Fly del 1975 svettò le classifiche europee e statunitensi. A contribuire in maniera significativa alla popolarizzazione dello stile vi fu il trio composto da Donna Summer (americana, ma attiva principalmente in Germania), l'italiano Giorgio Moroder e il britannico Pete Bellotte, che fruttarono le hit Love to Love You Baby del 1975 e I Feel Love del 1977, a detta di molti due pietre miliari della disco music tutta. Considerato altrettanto importante è il tedesco Frank Farian, fondatore dei Boney M., divenuti celebri grazie a una serie di duraturi successi come Daddy Cool (1976). Nel frattempo presero piede altri artisti, spesso di successo, come gli svedesi ABBA, i tedeschi Arabesque,  Dschinghis Khan e Silver Convention, l'italo-canadese Gino Soccio, i francesi Alec R. Costandinos, Amanda Lear, Dalida e Cerrone, Ottawan, gli olandesi Luv' e Teach-In e le spagnole Baccara.
Il genere declinò in popolarità dopo i primi anni ottanta, quando emersero altri stili correlati, come il rock elettronico e l'Hi-NRG. Un'importante vetrina e punto di riferimento del genere fu l'Eurovision Song Contest, festival musicale europeo attivo fin dal 1956.